# Яблонево (Московская область)
Яблонево — деревня в городском округе Серебряные Пруды Московской области.

## География
Находится в южной части Московской области на расстоянии приблизительно 11 км на юг по прямой от окружного центра поселка Серебряные Пруды.

## История
Известна с 1816 года как сельцо из 26 дворов, у которого был 21 владелец. В 1858 году учтено было 15 дворов, в 1905 — 34, в 1974- 25. В период коллективизации был организован колхоз «Завод Ильича». В период 2006—2015 годов входила в состав сельского поселения Мочильское Серебряно-Прудского района.

## Население
Постоянное население составляло 205 человек (1816 год), 192 (1858), 254 (1905), 74 (1974), 13 в 2002 году (русские 92 %), 9 в 2010.